# Downtown Church
Downtown Church è il sesto album in studio della cantautrice statunitense Patty Griffin, pubblicato nel 2010.

## Il disco
Il disco contiene sette canzoni del repertorio tradizionale, cinque cover e due brani originali.
Esso è stato registrato presso la Chiesa Downtown Presbyterian Church di Nashville, in Tennessee.
Nel 2011 il disco è stato premiato con il Grammy nella categoria "Best Traditional Gospel Album".

## Tracce
1. House of Gold (Hank Williams) – 2:53
2. Move Up (trad.) – 2:44
3. Little Fire (Griffin) – 4:07
4. Death's Got a Warrant (trad.) – 1:44
5. If I Had My Way (Rev. Gary Davis) – 3:24
6. Coming Home to Me (Griffin) – 3:33
7. Wade in the Water (trad.) – 3:08
8. Never Grow Old (trad.) – 3:11
9. Virgen de Guadalupe (trad.) – 3:32
10. I Smell a Rat (Jerry Leiber, Mike Stoller) – 2:31
11. Waiting for My Child (Sullivan Pugh) – 4:16
12. The Strange Man (Dorothy Love Coates) – 3:38
13. We Shall All Be Reunited (A. Karnes, B. Bateman) – 4:11
14. All Creatures of Our God and King (trad.) – 4:17